# محمل الجسر

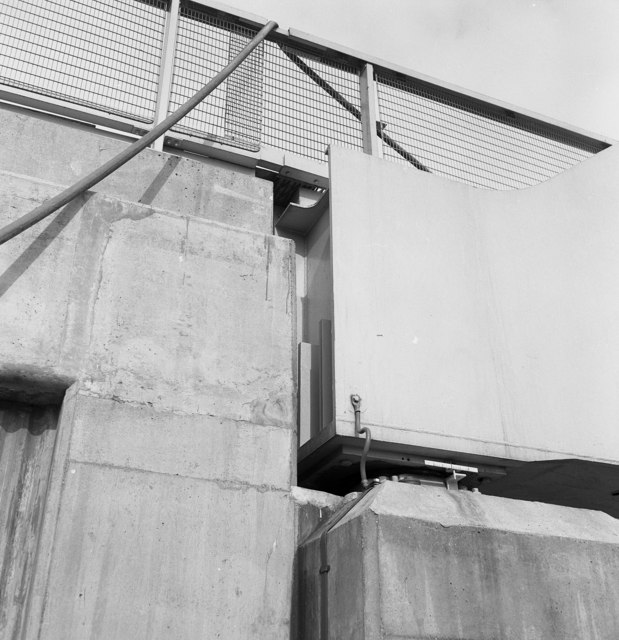

محمل الجسر هو أحد مكونات الجسر التي توفر عادةً سطحًا مستريحًا بين أرصفة الجسر وسطح الجسر. الغرض من المحمل هو السماح بالحركة المُسيطر عليها وبذلك تقل الضغوط الواقعة عليه. الأسباب المحتملة للحركة هي التمدد والانكماش الحراري والزحف والانكماش أو الكلل بسبب خصائص المواد المستخدمة في المحمل. تشمل مصادر الحركة الخارجية تسوية الأرض أدناه والتمدد الحراري والنشاط الزلزالي. هناك عدة أنواع مختلفة من محامل الجسور التي تُستخدم بناءً على عدد من العوامل المختلفة بما في ذلك بحر الجسر وظروف التحميل ومواصفات الأداء. أقدم شكل من محامل الجسر هو لوحين يستقران فوق بعضهما البعض ببساطة. شكل شائع من محامل الجسر الحديثة هو محمل الجسر المرن. نوع آخر من محامل الجسر هو محمل الجسر الميكانيكي. هناك عدة أنواع من محامل الجسر الميكانيكية، مثل: المحمل المثبت، والذي يتضمن بدوره أنواعًا محددة، مثل: المحمل الهزاز والمحمل الأسطواني. نوع آخر من المحامل الميكانيكي هو المحمل الثابت، والذي يسمح بالدوران، ولكن ليس أشكال الحركة الأخرى.

## تاريخ
كانت أول محامل الجسر المستخدمة هي المحامل المستوية في أوائل القرن التاسع عشر، والتي تضمنت محامل انزلاقية أو محامل أسطوانية. سمحت المحامل المستوية بالحركة الأفقية في اتجاه واحد، وبالتالي يمكنها نقل الحمل الأفقي. اُستخدمت المحامل الدوارة في أواخر القرن التاسع عشر وأوائل القرن العشرين وشملت المحامل الهزازة والمحامل المفصلية والمحامل الكروية. سمحت المحامل الدوارة بالحركة في الاتجاهين الأفقي والرأسي. صُنعت كل من المحامل المستوية والمحامل الدوارة من المعدن. في منتصف القرن العشرين، بدأ استخدام محامل التشوه، التي صُنعت من المطاط. تشمل محامل التشوه في الأصل المحامل المرنة، وهي النوع الأكثر شيوعًا من محامل الجسر المستخدمة اليوم.

## أنواع محامل الجسر

### محامل هزازة
المحامل الهزازة لها أسطح منحنية والتي تسمح لها بالاهتزاز. مع تمدد الجسر، تسمح المحامل الهزازة بالحركة في الاتجاه الأفقي. تُصنع المحامل الهزازة في الأصل من الصلب. يميل استخدام المحامل الهزازة في جسور الطرق السريعة.

### محامل مرنة
محامل الجسر المرنة هي النوع الأكثر شيوعًا من محامل الجسر المستخدمة اليوم. وهي مصنوعة من المطاط ولا تحتوي على أي أجزاء متحركة، لأن المطاط نفسه يسمح بالحركة في الجسر. يمكن تصنيع المحامل المرنة بتكلفة منخفضة، ولا تحتاج إلى الصيانة، مثل: الأشكال الأخرى للمحامل التي تحتوي على أجزاء متحركة ومصنوعة من المعدن. يمكن تسليح المحامل المرنة بالصلب لجعلها أقوى إذا لزم الأمر.

### محامل انزلاقية
تحتوي المحامل الانزلاقية على كل من سطح منزلق مسطح للسماح بالحركة الأفقية وسطح كروي للسماح بالدوران. على الرغم من أنها كانت تُصنع من المعدن، تميل المحامل الانزلاقية الآن إلى أن تُصنع من التيفلون.

### محامل كروية
كما يوحي الاسم، تكون المحامل الكروية على شكل كرة. تسمح هذه المحامل بالدوران فقط، وتمنع الحركة في الاتجاهين الأفقي والرأسي.